# Цыба, Михаил Евгеньевич
Михаил Евгеньевич Цыба (18 января 1928, с. Алексеевка — 16 февраля 2017, Одесса) — советский украинский писатель.

## Биография
Родился в 1928 году в селе Алексеевка на Луганщине.
После окончания школы работал в колхозе прицепщиком, трактористом, учётчиком тракторной бригады.
С 1948 годав рядах Советской армии, окончив Ленинградское военное училище связи длительное время служил офицером ВДВ.
В 1960 году окончил ВГИК. Работал редактором на Ялтинской и Одесской киностудиях.
Выступал как прозаик — автор сборников «Бесстыжая» (1965), «Сын приезжал» (1976). «Обратный путь дороже», «Солдатки».
По мотивам его романов сняты художественные фильмы «Солдатки» (1977) и «Колесо истории» (1981).
Член Союза писателей СССР с 1978 года.
Умер в 2017 году в Одессе на 90-м году жизни, урна с прахом захоронена в колумбарии Таировского кладбища.